# Escut del Poble Nou de Benitatxell
L'escut de Poble Nou de Benitatxell és un símbol representatiu oficial del municipi del Poble Nou de Benitatxell, la Marina Alta, País Valencià. Té el següent blasonament:
| « | Escut quadrilong de punta redona. Partit i mig truncat. Al primer, d'or, quatre pals de gules; el tot, abraçat d'atzur sembrat de flors de lis d'or i brisat amb lambel de gules. Al segon, de gules, sis cases d'argent aclarides de sable, posades en dues faixes de tres i tres. Al tercer, d'or, cinc estrelles de vuit puntes d'atzur. Al timbre, corona reial oberta. | » |

## Història
L'escut s'aprovà per resolució de 20 de febrer de 2002, del conseller de Justícia i Administracions Públiques, publicada en el DOGV núm. 4.220, de 3 d'abril de 2002.
S'hi inclouen les armes dels Aragó i Foix, a la primera partició, i dels Rojas, a baix a la dreta, comtes i marquesos de Dénia respectivament i antics senyors del poble. Les dues fileres de cases recorden les alqueries de Benitatxell i Benicambra, que constitueixen el precedent històric de la localitat actual.